# Antilíban
L'Antilíban, en àrab gabal al-Šarqī, és una serralada àrida i poc poblada entre els estats del Líban i Síria, paral·lela a les muntanyes del Líban i separada d'aquestes per la vall d'al-Biqā'; altitud màxima Hermon (2.814 m).